# مرغوک
مرغوک یک روستا در ایران است که در دهستان براکوه شهرستان خوسف در استان خراسان جنوبی واقع شده‌است. مرغوک ۱۸ نفر جمعیت دارد.